# Зе Рафаэл
Жозе́ Рафаэ́л Ви́виан, более известный как Зе Рафаэ́л (порт.-браз. José Rafael Vivian; Zé Rafael); родился 16 июня 1993 года, Понта-Гроса, штат Парана) — бразильский футболист, полузащитник клуба «Палмейрас».

## Биография
Зе Рафаэл — воспитанник клуба «Коритиба». В основном составе родного клуба дебютировал 29 апреля 2012 года в матче чемпионата штата Парана против «Ромы» (Апукарана). Его команда на выезде одержала победу со счётом 3:1, а сам Зе Рафаэл появился на поле в начале второго тайма. Благодаря этой единственной игре Зе Рафаэл стал чемпионом штата. В 2013 году он повторил это достижение, но в первенстве штата на этот раз уже сыграл семь матчей. В начале 2014 года игрок был отдан в аренду в «Нову-Амбургу».
В 2015—2016 годах на правах аренды выступал за «Лондрину», где ярко себя проявил во втором сезоне. В июне 2017 года подписал контракт с «Баией». В 2017 году выиграл с «трёхцветными» Кубок Нордэсте, а в следующем году стал чемпионом штата.
С 2019 года выступает за «Палмейрас». В 2020 году Зе Рафаэл помог клубу стать чемпионом штата Сан-Паулу и завоевал Кубок Бразилии. Также «Палмейрас» выиграл Кубок Либертадорес 2020. Зе Рафаэл сыграл за «свиней» в этом турнире 12 матчей и забил два гола. В 2021 году во второй раз подряд стал обладателем Кубка Либертадорес — в победной кампании полузащитник сыграл в 10 матчах и забил два гола.

## Титулы и достижения
- Чемпион штата Сан-Паулу (1): 2020
- Чемпион штата Парана (2): 2012, 2013
- Чемпион штата Баия (1): 2018
- Победитель Кубка Нордесте (1): 2017
- Чемпион Кубка Бразилии (1): 2020
- Обладатель Кубка Либертадорес (2): 2020, 2021